# Bruchela conformis
Bruchela conformis – gatunek chrząszcza z rodziny kobielatkowatych i podrodziny Urodontinae.

## Morfologia
Chrząszcz o ciele długości od 2 do 2,8 mm, ubarwionym czarno z zieloniebieskim połyskiem. Odmiennej barwy są jasnożółta warga górna, żółtoczerwone osiem początkowych członów czułków i brunatne golenie przedniej pary odnóży. Przedplecze jest niemal tak długie jak szerokie, przed przednim brzegiem nieprzewężone, na bokach zaokrąglone, o tylnej krawędzie wyciągniętej ku tyłowi i tam szeroko i łagodnie łukowatej z lekko wciętymi kątami tylnymi. Pokrywy nie mają kontrastującego pasma jasnych włosków wzdłuż szwu, a na przedpleczu brak skupień takich włosków w tylnych kątach. Na pygidium widnieje bardzo płytka bruzda środkowa. Dymorfizm płciowy przejawia się w budowie piątego (ostatniego) z widocznych sternitów odwłoka: u samca ma słabo obrzeżone zagłębienie, a u samicy brak jest na nim zagłębienia.

## Ekologia i występowanie
Owad ten jest monofagiem związanym z rezedą żółtawą. Larwy rozwój w jej torebkach nasiennych, gdzie żerują na nasionach.
Gatunek znany z Hiszpanii, Francji, Niemiec, Czech i Słowacji. W Polsce został znaleziony jednokrotnie – w I połowie XX wieku w okolicach Dąbrowy Górniczej. W związku z tym jego występowanie w tym kraju wymaga potwierdzenia. Umieszczono go na Czerwonej liście zwierząt ginących i zagrożonych w Polsce jako gatunek przypuszczalnie wymarły w tym kraju (EX?). Na „Czerwonej liście chrząszczy województwa śląskiego” pojawia się jako gatunek zagrożony o niedostatecznie rozpoznanym statusie (DD). Z kolei na „Czerwonej liście gatunków zagrożonych Republiki Czeskiej” umieszczony został ze statusem bliskiego zagrożenia wyginięciem (NT).